# Unplugged (álbum de Eric Clapton)
Unplugged es el sexto álbum en directo del músico británico Eric Clapton, publicado por la compañía discográfica Reprise Records en agosto de 1992. Fue grabado en los estudios Bray Film de Windsor (Inglaterra) para la serie MTV Unplugged e incluyó una serie de canciones en formato acústico, entre ellas el éxito internacional «Tears in Heaven». Desde su publicación, ha vendido más de 26 millones de copias a nivel mundial y obtuvo tres premios Grammy en 1993.

## Trasfondo
Eric Clapton grabó Unplugged frente a un pequeño público el 16 de enero de 1992 en los Bray Studios de Windsor (Inglaterra). Además de los temas incluidos en el álbum, Clapton también tocó dos nuevas canciones, «My Father's Eyes» y «Circus Left Town», así como sendas versiones de «Worried Life Blues» y «Rollin' and Tumblin'». Durante gran parte del concierto, Clapton tocó varias guitarras acústicas Martin 000-42, una de las cuales fue vendida por 791 500 dólares en una subasta benéfica en 2004.
Sobre la popularidad del álbum, Clapton escribió en su autobiografía de 2007 que esperaba que el lector entendiese la gran carga emocional que experimentó en esa época, y sugirió que para ello visitasen la tumba de su hijo Conor en Ripley (Surrey).

## Recepción
Stephen Thomas Erlewine de Allmusic comenzó su reseña mirando las cifras comerciales, definiendo Unplugged como «un masivo éxito» y «uno de esos discos raros certificados como diamante en los Estados Unidos y que llegó a disco de platino en todo el mundo». También señaló que el álbum fue «el primer álbum de MTV, que en sí solo fue responsable de revitalizar la carrera de Eric Clapton». Erlewine siguió su reseña comentando que las canciones grabadas eran «animadas y relajadas» y puntuó el trabajo con cuatro estrellas y media de un total de cinco.
Greg Kot de Chicago Tribune definió Unplugged como «un álbum de blues para yuppies» y lo puntuó con 2,5 estrellas de un total de cuatro, diciendo que está entre justo y bueno. Steve Simels de Entertainment Weekly lo calificó con una A- y lo definió como una «colección de clásicos de blues y canciones recientes de Clapton rendidas con la justa combinación de intensidad y diversión vertiginosa (de hecho, Clapton toca el kazoo en "San Francisco Bay Blues")». Por otra parte, Steve Hochman de Los Angeles Times le otorgó tres de un total de cuatro estrellas y calificó Unplugged como «la colección más pasional de Clapton en años».
Desde el punto de vista comercial, Unplugged obtuvo un notable éxito en un amplio número de países. En Alemania llegó al puesto tres de la lista de éxitos, vendió un total de 1,25 millones de copias y se convirtió en uno de los álbumes más vendidos del país. En Austria, alcanzó el primer puesto de las listas con 13 000 copias vendidas durante la primera semana a la venta. En Suiza, llegó al puesto tres con 16 500 copias vendidas en el país en la primera semana. En el Reino Unido, Unplugged fue certificado disco de plata por la British Phonographic Industry tras vender 60 000 copias en solo dos semanas, mientras que en los Estados Unidos, el álbum llegó a la segunda posición de la lista Billboard 200 con 230 000 copias vendidas durante su primera semana a la venta.
Unplugged obtuvo además tres Grammy en las categorías de mejor interpretación vocal de rock masculina, mejor álbum del año y mejor canción rock por «Layla».

## Reedición
El 15 de octubre de 2013, Reprise Records reeditó Unplugged en una edición remasterizada y extendida. Publicado de forma conjunta con un DVD, el álbum incluyó las catorce canciones originales además de seis temas extra, incluyendo dos versiones de «My Father's Eyes». El DVD incluyó una versión restaurada del concierto junto con sesenta minutos de material inédito de los ensayos.

## Lista de canciones
| N.º   | Título                                      | Escritor(es)                                  | Duración |  |
| 1.    | «Signe»                                     | Eric Clapton                                  | 3:13     |  |
| 2.    | «Before You Accuse Me»                      | Bo Diddley                                    | 3:44     |  |
| 3.    | «Hey Hey»                                   | Big Bill Broonzy                              | 3:16     |  |
| 4.    | «Tears in Heaven»                           | Clapton, Will Jennings                        | 4:36     |  |
| 5.    | «Lonely Stranger»                           | Clapton                                       | 5:27     |  |
| 6.    | «Nobody Knows You When You're Down and Out» | Jimmy Cox                                     | 3:49     |  |
| 7.    | «Layla»                                     | Clapton, Jim Gordon                           | 4:46     |  |
| 8.    | «Running on Faith»                          | Jerry Lynn Williams                           | 6:30     |  |
| 9.    | «Walkin' Blues»                             | Robert Johnson                                | 3:37     |  |
| 10.   | «Alberta»                                   | Tradicional, arr. by Huddie William Ledbetter | 3:42     |  |
| 11.   | «San Francisco Bay Blues»                   | Jesse Fuller                                  | 3:24     |  |
| 12.   | «Malted Milk»                               | Robert Johnson                                | 3:36     |  |
| 13.   | «Old Love»                                  | Clapton, Robert Cray                          | 7:54     |  |
| 14.   | «Rollin' and Tumblin'»                      | McKinley Morganfield                          | 4:11     |  |
| 61:47 |                                             |                                               |          |  |

## Personal
- Eric Clapton – voz, guitarra acústica, guitarra clásica, dobro y kazoo.
- Katie Kissoon – coros.
- Tessa Niles – coros.
- Andy Fairweather Low – guitarra acústica; mandolina y armónica.
- Nathan East – bajo acústico y coros.
- Steve Ferrone – batería.
- Ray Cooper – instrumentos de percusión.
- Chuck Leavell – piano.

## Posición en listas
| Lista (1992–2015)                          | Posición |
| ------------------------------------------ | -------- |
| Alemania (Offizielle Top 100)              | 3        |
| Australia (ARIA)                           | 1        |
| Austria (Ö3 Austria)                       | 3        |
| Bélgica (Ultratop Flandes)                 | 107      |
| Bélgica (Ultratop Valonia)                 | 42       |
| Canadá (RPM)                               | 1        |
| Croacia (IFPI)                             | 31       |
| Dinamarca (Hitlisten)                      | 1        |
| Estados Unidos (Billboard 200)             | 1        |
| Estados Unidos (Top Catalog Albums)        | 3        |
| Estados Unidos (Billboard Top Video Sales) | 2        |
| Países Bajos (Album Top 100)               | 1        |
| Europa (IFPI)                              | 2        |
| Francia (SNEP)                             | 8        |
| Hungría (MAHASZ)                           | 23       |
| Irlanda (IRMA)                             | 5        |
| Italia (FIMI)                              | 13       |
| Japón (Oricon)                             | 1        |
| Nueva Zelanda (Recorded Music NZ)          | 1        |
| Noruega (VG-lista)                         | 6        |
| Portugal (AFP)                             | 2        |
| Suecia (Sverigetopplistan)                 | 3        |
| Suiza (Schweizer Hitparade)                | 3        |
| Reino Unido (UK Albums Chart)              | 2        |